# Pojezierze Wschodniopomorskie
Pojezierze Wschodniopomorskie (314.5) – północno-wschodnia część Pojezierzy Południowobałtyckich; wysokość od 100 m, do 329 m (Wieżyca); rzeźba młodoglacjalna.

## Granice
Pojezierze Wschodniopomorskie ma w przybliżeniu kształt trójkąta prostokątnego, którego kąty są w okolicy Gdyni, okolicy Nowego, okolicy Damnicy Kaszubskiej. Makroregion graniczy od północy z Pobrzeżem Koszalińskim (mezoregiony: Wysoczyzna Damnicka, Pradolina Redy-Łeby), od wschodu z Pobrzeżem Gdańskim (Pobrzeże Kaszubskie, Żuławy Wiślane), od południowego wschodu z Doliną Dolnej Wisły (Dolina Kwidzyńska, Kotlina Grudziądzka), od południowego zachodu i zachodu z Pojezierzem Południowopomorskim (Bory Tucholskie) północną część granicy zachodniej uzupełnia Pojezierze Zachodniopomorskie (Wysoczyzna Polanowska).
Region zajmuje powierzchnię 4,3 tys. km². Teren mezoregionu leży na terenach województw pomorskiego (większość terenu makroregionu) oraz kujawsko-pomorskiego (niewielka część Pojezierza Starogardzkiego).

### Podział na mezoregiony
Makroregion Pojezierze Wschodniopomorskie dzieli się na dwa mezoregiony (314.51) Pojezierze Kaszubskie i (314.52) Pojezierze Starogardzkie. Większą część mezoregionu zajmuje Pojezierze Kaszubskie, około 3000 km². Pojezierze Starogardzkie jest o połowę mniejsze. Dokładna granica pomiędzy mezoregionami jest trudna do uchwycenia i z tego powodu jest różna w różnych opracowaniach.

## Rzeźba terenu

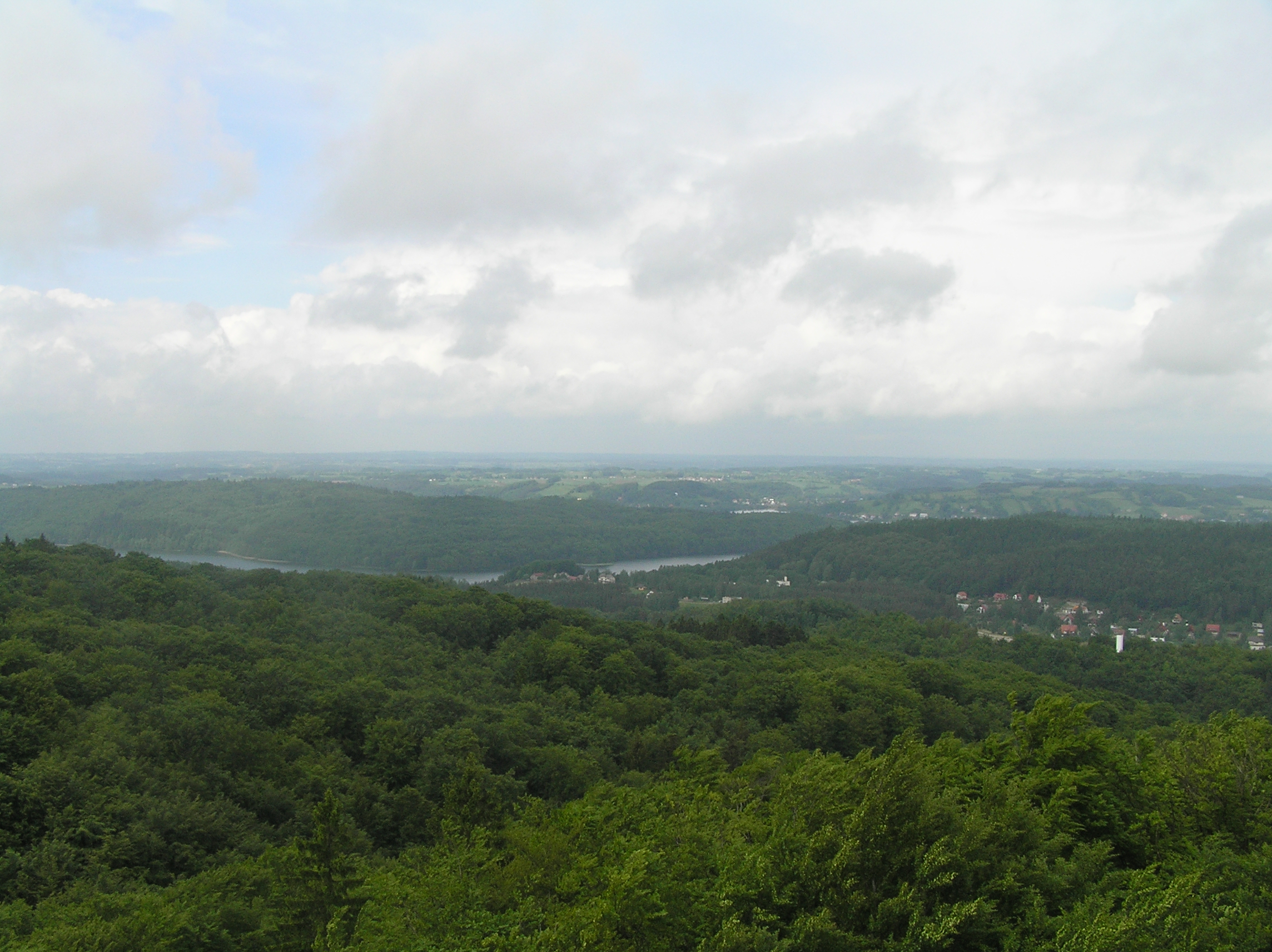
Widok z Wieżycy

Rzeźba terenu Pojezierza Wschodniopomorskiego jest silnie pofałdowana, szczególnie na terenie Pojezierza Kaszubskiego, najbardziej w okolicach Kartuz. Wysokości względne dochodzą do 160 m. W okolicy Kartuz we Wzgórzach Szymbarskich występuje najwyższe wzniesienie – Wieżyca (328 m n.p.m.). Duża miąższość utworów czwartorzędowych oraz układ moren są spowodowane przez lodowce. Na Pojezierzu Starogardzkim teren jest mniej urozmaicony, moreny mają maksymalnie 15 metrów. Jednakże jest bardziej urozmaicony niż w sąsiednich mezoregionach (oprócz Pojezierza Kaszubskiego).

## Kultura ludowa
Na terenie makroregionu zamieszkują dwie duże grupy etniczne – Kaszubi i Kociewiacy. Umowna granica pomiędzy Kaszubami i Kociewiem zgadza się mniej więcej z granicą pomiędzy mezoregionami Pojezierze Kaszubskie i Pojezierze Starogardzkie.

## Ludność, gospodarka, komunikacja

### Ludność i urbanizacja
Region należy do słabo zurbanizowanych, szczególnie na terenie Pojezierza Kaszubskiego.
Do najbardziej zurbanizowanych fragmentów makroregionu należy północno-wschodnia część, na której położone jest Trójmiasto. Jednakże najbardziej zurbanizowane części Gdańska i Gdyni leżą poza tym makroregionem. Poza Trójmiastem na terenie makroregionu znajdują się 3 miasta powiatowe. Na Pojezierzu Starogardzkim – Starogard Gdański (48 313 mieszkańców) oraz dwa mniejsze na Pojezierzu Kaszubskim – Kościerzyna (22 976) i Kartuzy (14 952). Pozostałe miasta liczą mniej niż 10 tysięcy mieszkańców.

### Transport i komunikacja

#### Transport lotniczy
Na terenie makroregionu znajduje się jeden czynny cywilny port lotniczy w podgdańskim Rębiechowie.

#### Transport kolejowy

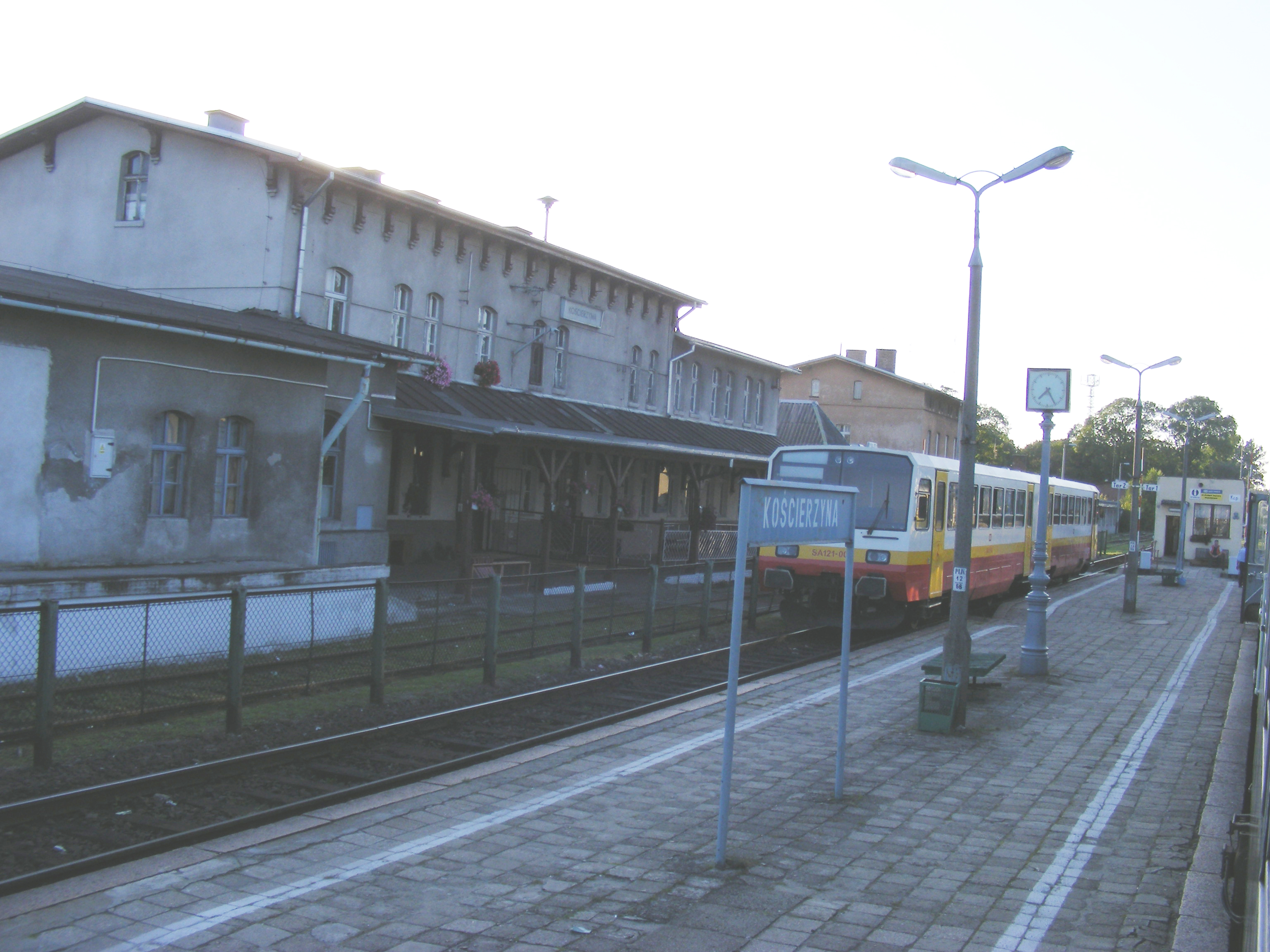
Stacja w Kościerzynie – największa stacja kolejowa w makroregionie

Przez makroregion przechodzą następujące linie kolejowe: 131 Chorzów Batory - Tczew; 201 Nowa Wieś Wielka - Gdynia Główna; 203 Tczew - Kietz; 214 Somonino - Kartuzy; 229 Pruszcz Gdański - Łeba; 233 Pszczółki - Kościerzyna; 243 Skórcz - Starogard GdańskiLinia kolejowa Myślice – Szlachta; Linia kolejowa Starogard Gdański – Skarszewy